# Bobby Brown (Freestyle-Skier)
Bobby Brown (* 5. Juni 1991 in Denver) ist ein US-amerikanischer Freestyle-Skier. Er startet in den Freestyledisziplinen Slopestyle und Big Air.

## Werdegang
Brown nimmt seit 2008 an Wettbewerben der AFP World Tour teil. Dabei holte er im Slopestyle im Dezember 2008 bei der Winter Dew Tour in Breckenridge seinen ersten Sieg. Zu Beginn der Saison 2009/10 siegte er im Slopestyle bei den New Zealand Freeski Open in Cardrona und holte bei den  New Zealand Winter Games in Queenstown Bronze im Slopestyle und Gold im Big Air. Im weiteren Saisonverlauf siegte er im Slopestyle und im Big Air bei der Winter Dew Tour am Mount Snow und belegte beim Big Air-Wettbewerb London Freeze den zweiten Platz. Bei den Winter-X-Games 2010 in Aspen gewann er im Big Air und Slopestyle die Goldmedaille und bei den Winter-X-Games-Europe 2010 in Tignes die Silbermedaille im Slopestyle. Die Saison beendete er auf dem ersten Platz in der AFP World Tour Slopestylewertung. Zu Beginn der Saison 2010/11 kam er im Slopestyle bei den New Zealand Freeski Open in Cardrona auf den zweiten Platz. Bei den anschließenden Juniorenweltmeisterschaften in Cardrona gewann er Gold im Slopestyle. Es folgten in der Saison im Slopestyle ein Sieg bei der Winter Dew Tour in Killington und ein zweiter Rang in Breckenridge. Bei den Winter-X-Games 2011 in Aspen holte er die Silbermedaille im Big Air. Zum Saisonende gewann er beim AFP World Tour Finale in Whistler im Slopestyle und im Big Air und erreichte damit in der AFP World Tour Big Air Wertung und in der AFP World Tour Gesamtwertung den dritten Rang. In der AFP World Tour Slopestylewertung belegte er wie im Vorjahr den ersten Platz.
In der folgenden Saison kam Brown beim Big Air Wettbewerb King of Style in Stockholm und im Slopestyle bei der Winter Dew Tour in Killington auf den zweiten Rang und in Snowbasin auf den dritten Rang. Sein Debüt im Weltcup hatte er im März 2012 in Mammoth, welches er auf den neunten Rang im Slopestyle beendete. Bei den Winter-X-Games 2012 in Aspen gewann er Gold im Big Air und bei den Winter-X-Games-Europe 2012 in Tignes Gold im Slopestyle. Die Saison beendete er auf den dritten Platz in der AFP World Tour Gesamtwertung. In der Saison 2013/14 gewann er im Slopestyle beim US Grand Prix und Weltcup Breckenridge. Ebenfalls in der Saison errang er beim US Grand Prix in Park City den zweiten und den dritten Platz im Slopestyle und beim Dumont Cup in Newry den dritten Platz im Slopestyle. Bei seiner ersten Olympiateilnahme 2014 in Sotschi wurde er Neunter im erstmals ausgetragenen Slopestyle-Wettbewerb. Zum Saisonende belegte er beim AFP World Tour Finale in Whistler im Slopestyle und im Big Air den zweiten Platz und kam damit auf den zweiten Platz in der AFP World Tour Slopestylewertung. Im Slopestyle-Weltcup erreichte er den dritten Platz. In der Saison 2014/15 siegte er im Slopestyle beim Dumont Cup in Newry und beim AFP World Tour Finale in Whistler und errang beim im Big Air beim Jon Olsson Invitational in Åre den zweiten Platz. Bei den Winter-X-Games 2015 in Aspen holte er die Silbermedaille im Big Air. Zum Saisonende kam er in der AFP World Tour Big Air Wertung auf den dritten Rang und in der AFP World Tour Slopestylewertung auf den zweiten Platz. Bei den Winter-X-Games 2016 in Aspen gewann er wie im Vorjahr die Silbermedaille im Big Air. Im folgenden Jahr wurde er bei den Winter-X-Games 2017 Siebter im Slopestyle und Vierter im Big Air und belegte bei den X-Games Norway 2017 in Hafjell den 11. Platz im Slopestyle und den vierten Rang im Big Air.